# عشق أباد (طبس)
عشق أباد (بالفارسية: عشق‌آباد) هي مدينة تقع في إيران في Dastgerdan District. يقدر عدد سكانها بـ 4,474 نسمة.